# Frigărui
El Frigărui és un tipus de kebab típic de la gastronomia romanesa que s'elabora amb trossos de carn marinada, generalment de pollastre, tot i que també de porc o de vedella, que s'enfila en una broqueta amb verdures, com ara pebrot i tomàquet, i que es cou a la graella.